# Bo Präntare
Bo Lizz Oskar Präntare, ursprungligen Pettersson, född 8 april 1928 i Helsingborg, död 16 april 2017 i Stockholm, var en svensk tidningsman och författare.

## Biografi
Präntare, som blev socionom 1952, var chefredaktör för tidningen Lantarbetaren 1953–1961 och därefter för Västgöta-Demokraten i Borås 1961–1964, verkställande direktör för Sjuhäradsbygdens tryckeri AB i Borås samma tid, för AB Arbetarbladet i Gävle 1964, vice verkställande direktör för A-pressens Förlags AB 1964–1965, chefredaktör för tidningen Vi 1968–1970 och Arbetarbladet 1970–1976. År 1976 blev han kanslichef i Presstödsnämnden och 1985 verkställande direktör på A-pressen, en post han dock lämnade redan efter 13 månader i spåren av företagets ekonomiska kris.
År 1992 startade han tidningen Helsingen efter att ha köpt Hälsingekuriren. Präntare är gravsatt i minneslunden på Söderhamns kyrkogård.